# Acconto di garanzia
Un acconto di garanzia è un accordo legale nel quale un bene reale o virtuale è depositato da una parte presso il conto di una terza parte neutrale (agente), fino all'adempimento delle clausole contrattuali da parte dell'altra parte. 
All'adempimento delle clausole, l'agente consegnerà all'altra parte il bene depositato.
A differenza della caparra, l'acconto dovrà essere restituito anche in caso di inadempimento di una delle parti, tutte le volte che il contratto non si conclude, indipendentemente dalla responsabilità delle parti. Per avere un risarcimento, la parte danneggiata dovrà fare causa e dimostrare di aver subito un danno. 
Gli acconti di garanzia comprendono le istruzioni, che regolano il modo in cui la transazione viene svolta. Tipiche istruzioni sono quelle riguardanti chi svolge la transazione, le date fissate per il trasferimento di beni e denaro, la descrizione dei beni e la quantità di denaro scambiati, le modalità in cui beni e denaro verranno trasferiti, le condizioni per cui l'accordo possa definirsi concluso, le commissioni e le spese varie relative all'intermediazione dell'agente.

## Nel mondo anglosassone
L'acconto di garanzia è noto nel mondo col nome inglese di "escrow" ed è molto utilizzato nelle transazioni via Internet tra paesi distanti tra loro. 
Il termine origina dalla parola escroue in francese antico, ossia un pezzo di carta o di pergamena, a rappresentare l'atto affidato a terzi fino alla conclusione di una trattativa.
Escrow è soprattutto utilizzato nelle transazioni immobiliari negli USA. Una compagnia apposita che tratta escrow coordina i documenti che devono essere firmati da venditore e compratore; riceve deposito e pagamento finale e rilascia i fondi e il titolo della proprietà quando tutti gli adempimenti sono stati soddisfatti.